# Гильом IV (граф Прованса)
Гильом IV (фр. Guillaume IV de Provence; 1003/1010 — 1019/1030) — граф Прованса с 1018, старший сын графа Гильома II Благочестивого и Герберги Бургундской.

## Биография
Гильом условно нумеруется как Гильом IV, считая Гильомом III его троюродного брата, представителя линии потомков Ротбальда II, который был графом Прованса с 1014/1015 года. Графство Прованс находилось в нераздельном правлении представителей двух линий потомков Бозона II Арльского.
Точный год рождения Гильома IV неизвестен. Исходя из года брака его родителей и года первого упоминания Гильома IV и его братьев, предполагается, что он родился в период между 1003 и 1010 гг. Впервые он упомянут в акте о дарении, сделанном его родителями аббатству Сен-Виктор в Марселе, датированном 1013 годом. В следующий раз он упомянут вместе с братьями, матерью и вдовствующей графиней Аделаидой Анжуйской в акте о дарении аббатству Сен-Виктор в Марселе от 1018 года.
В 1018 году погиб отец Гильома IV - граф Гильом II. Гильом IV вместе с двумя младшими братьями Фульком Бертраном и Жоффруа I унаследовал титул графа Прованса.
О самостоятельном правлении Гильома IV ничего не известно. Последний раз он упомянут вместе с братьями в акте о дарении аббатству Сен-Виктор в Марселе, датированном 1019 годом Гильом IV точно был мёртв в 1030 году, поскольку в акте о дарении аббатству Сен-Виктор в Марселе, датированном этим годом, упоминаются только Фульк Бертран и Жоффруа I. 
Женат Гильом IV не был, детей не оставил.